# ألبرت أدي
ألبرت أدي (بالإنجليزية: Ebenezer Addy)‏ هو عداء سريع غاني، ولد في 5 نوفمبر 1940.

## وصلات خارجية
- ألبرت أدي على موقع الاتحاد الدولي لألعاب القوى (الإنجليزية)
- ألبرت أدي على موقع أوليمبيديا (الإنجليزية)
- ألبرت أدي على موقع اتحاد ألعاب الكومنولث (مؤرشف) (الإنجليزية)